# Musen-Almanach

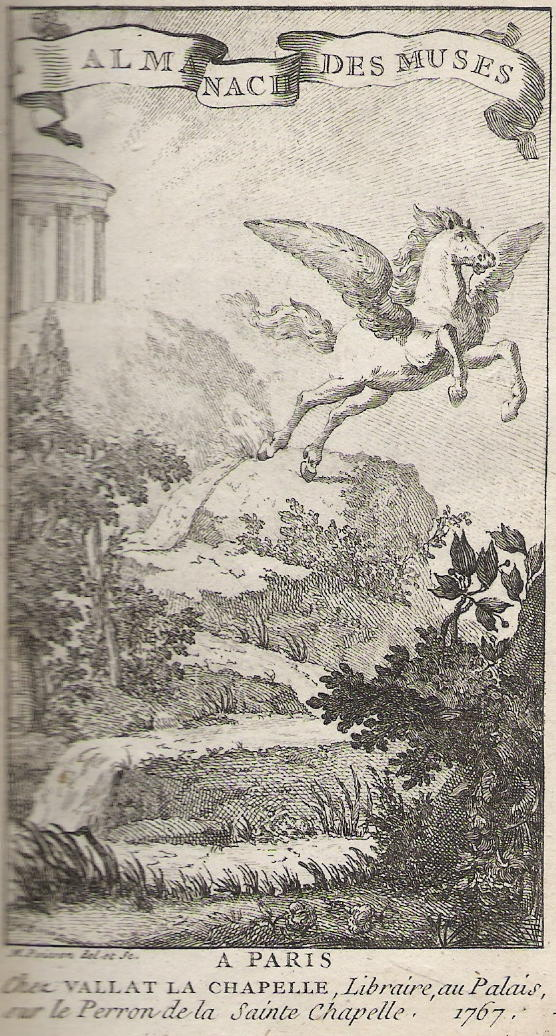
Das französische Vorbild, der Almanach des Muses (1767)

Ein Musen-Almanach ist eine literarische Publikationsform, die sich um 1770 in Deutschland etablierte und auch im 19. Jahrhundert sehr beliebt war.
Vorbild der in Göttingen und Leipzig erschienenen ersten deutschen Musen-Almanache war sowohl im Inhalt als auch im Titel der seit 1765 in Paris beim Verleger Delalain erscheinende, von Claude-Sixte Sautreau de Marsy herausgegebene Almanach des Muses. Inhalt dieses und der nachfolgenden Almanache waren zum einen literarische Notizen und Rezensionen, zum anderen Erstveröffentlichungen neuer (meist kurzer) Gedichte.

## Deutsche Musenalmanache 1770–1863
Der bekanntere unter den beiden ersten deutschen Musen-Almanachen war der von Johann Christian Dieterich ab 1770 verlegte Göttinger Musenalmanach (GMA), der bis zum Jahre 1802 in Göttingen (und danach noch bis 1805 an anderen Verlagsorten) erschien. Die Anregung zu dieser Publikation kam vom Göttinger Mathematiker Abraham Gotthelf Kästner, Herausgeber des GMA war Heinrich Christian Boie (gemeinsam mit Friedrich Wilhelm Gotter).
Schon bald wurde der GMA das Sprachrohr der dichtenden Studenten des Göttinger Hainbunds: Johann Heinrich Voß, Ludwig Hölty, Johann Martin Miller und sein Vetter Gottlob Dietrich Miller, Johann Friedrich Hahn, Johann Thomas Ludwig Wehrs, später Johann Anton Leisewitz und andere. Nach Herausgabe des Almanachs auf das Jahr 1774 übertrug Boie die Redaktion an Voß, der allerdings bald nach Hamburg umzog (und dort einen eigenen konkurrierenden Almanach herausgab). Daraufhin wurde im Frühjahr 1775 Leopold Friedrich Günther von Goeckingk der neue Herausgeber. Ab 1776 war Gottfried August Bürger Mitherausgeber, ab 1779 dann alleiniger Herausgeber. Nach Bürgers Tod übernahm 1795 Karl Reinhard die Redaktion.
Zeitgleich erschien in Leipzig der Leipziger Almanach der deutschen Musen (AdM). Der Verleger Engelhard Benjamin Schwickert, damals als Raubdrucker berüchtigt, kopierte mehr als nur die Idee des Dieterich’schen Musen-Almanachs und brachte es tatsächlich fertig, seine erste Ausgabe (einschließlich 19 aus dem Göttinger Musenalmanach 1770 „geraubter“ Beiträge) noch vor dem Erscheinen des „Originals“ zu veröffentlichen: sein Almanach auf das Jahr 1770 erschien bereits 1769. Herausgeber des Leipziger Almanachs war Christian Heinrich Schmid, veröffentlicht wurden unter anderem Werke von Friedrich Gottlieb Klopstock, Christian Fürchtegott Gellert, Johann Wilhelm Ludwig Gleim und Karl Wilhelm Ramler. Ab 1776 erschien das Werk unter dem neuen Titel Leipziger Musen-Almanach (Herausgeber Friedrich Traugott Hase), ab 1782 übernahm Verleger Schwickert den Herausgeberposten. Die letzte Ausgabe erschien im Jahre 1787.
Der dritte deutsche Musen-Almanach war der von Johann Heinrich Voß (nach seinem Umzug nach Hamburg) herausgegebene Hamburger Musenalmanach. Die erste Ausgabe, von Voß 1776 noch im Selbstverlag herausgebracht, wurde ein finanzieller Verlust; für das Jahr 1777 fand Voß dann den Hamburger Verleger Carl Ernst Bohn, der die weiteren Bände veröffentlichte. Über die gesamte Zeitspanne war Voß Herausgeber der (daher auch Vossischer Musenalmanach genannten) Bände, von 1779 bis 1786 allerdings gemeinsam mit Goeckingk.
Ab 1777 erschien auch ein Wienerischer Musenalmanach (seit 1786 unter dem Titel Wiener Musen-Almanach), der zum Sprachrohr junger Autoren der österreichischen Aufklärung wurde. Herausgeber war zunächst Joseph Franz von Ratschky, Mitherausgeber ab 1781 Aloys Blumauer, später auch Gottlieb Leon (1757–1830) und Martin Joseph Prandstätter. Die letzte Ausgabe wurde 1796 veröffentlicht.
Andere ähnliche Almanache waren von geringerem Erfolg, auch Friedrich Schillers 1782 nur einmalig veröffentlichte Anthologie. 

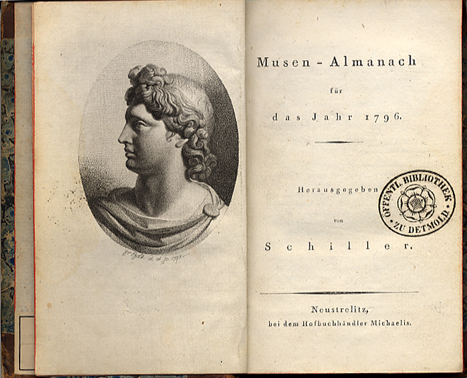
Titelblatt der ersten Ausgabe von Schillers Musen-Almanach

Zur bekanntesten Sammlung dieser Art wurde dann Schillers zweiter Versuch: Der von 1796 bis 1800 von ihm herausgegebene Musenalmanach. Die ersten Bände erschienen bei dem Hofbuchhändler Salomo Michaelis in Neustrelitz. Namhafte Kollegen Schillers wie Johann Wolfgang Goethe, Johann Gottfried Herder, Ludwig Tieck, Friedrich Hölderlin und August Wilhelm Schlegel schrieben für seinen Almanach. Schiller selbst veröffentlichte in seinem Musenalmanach für das Jahr 1797 die gemeinsam mit Goethe verfassten Xenien, in denen sie literarische Missstände verspotteten, und im Musenalmanach für das Jahr 1798 einige Balladen, darunter auch den Ritter Toggenburg.
Auf Schillers Almanach folgten die Musenalmanache von August Wilhelm Schlegel und Ludwig Tieck (Tübingen 1802), von Johann Bernhard Vermehren (Leipzig 1802 und Jena 1803), der Musenalmanach von Adelbert von Chamisso und Karl August Varnhagen von Ense (1804–1806), das Poetische Taschenbuch von Friedrich Schlegel (Berlin 1805–1806) und der Musenalmanach von Leo von Seckendorf (Regensburg 1807–1808).
Diese Form der Musenalmanache wurde bald durch das Taschenbuch verdrängt.
Erst als diese Literatur alles Metrische, die Poesie, aus ihrem Inhalt verdrängte, entstand wieder ein Bedarf für Sammlungen, die das beste Neue aus dem Gebiet der lyrischen und der lyrisch-epischen Poesie in Auswahl herausgaben.
So erschienen 1830 zwei Musenalmanache nebeneinander: der eine von Johann Amadeus Wendt in Leipzig (1830–1839) herausgegeben, seit 1833 von Chamisso und Gustav Schwab übernommen, erschien als Deutscher Musenalmanach bis 1841, zuletzt von Theodor Echtermeyer und Arnold Ruge herausgegeben, der andere als Berliner Musen-Almanach von Moritz Veit herausgegeben, erlebte nur zwei Jahrgänge (1830–1831).
Danach erschienen noch eine Reihe weiterer kurzlebiger Musenalmanache, so Emil Webers Norddeutscher Musen-Almanach (Hannover, 1857–58), der Ost- und Westpreussische Musenalmanach (später Preussischer Almanach, Königsberg und Berlin, 1856–63) sowie Almanache von Vertretern der „jüngstdeutschen Lyrik“ und von Studenten. In Schwerin erschien Ende der zwanziger/Anfang der dreißiger Jahre der Schweriner Musen-Almanach (1927 bis 1929) bzw. der Mecklenburgische Musen-Almanach (1930 bis 1933), herausgegeben und verlegt von Christoph Dittmer im Lyra-Verlag.

## Studentische Musenalmanache 1842–1947

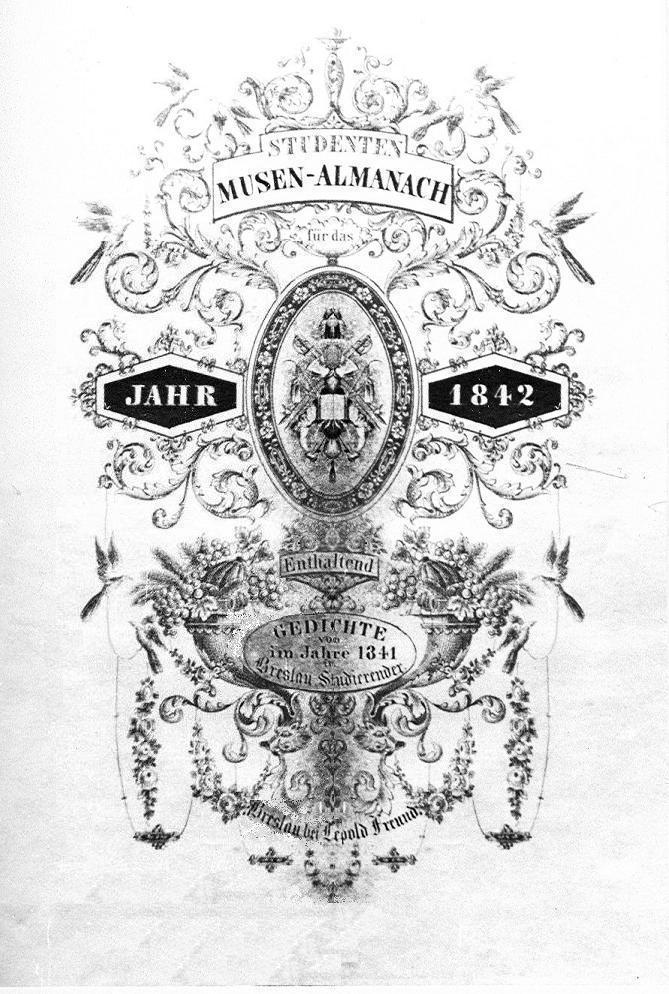
»Breslau 1842«

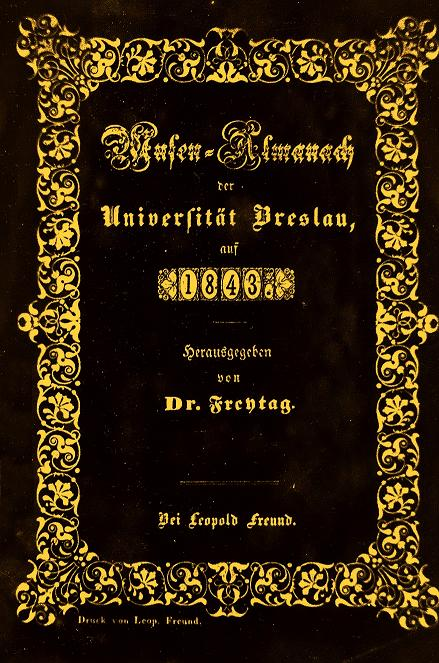
»Breslau 1843«

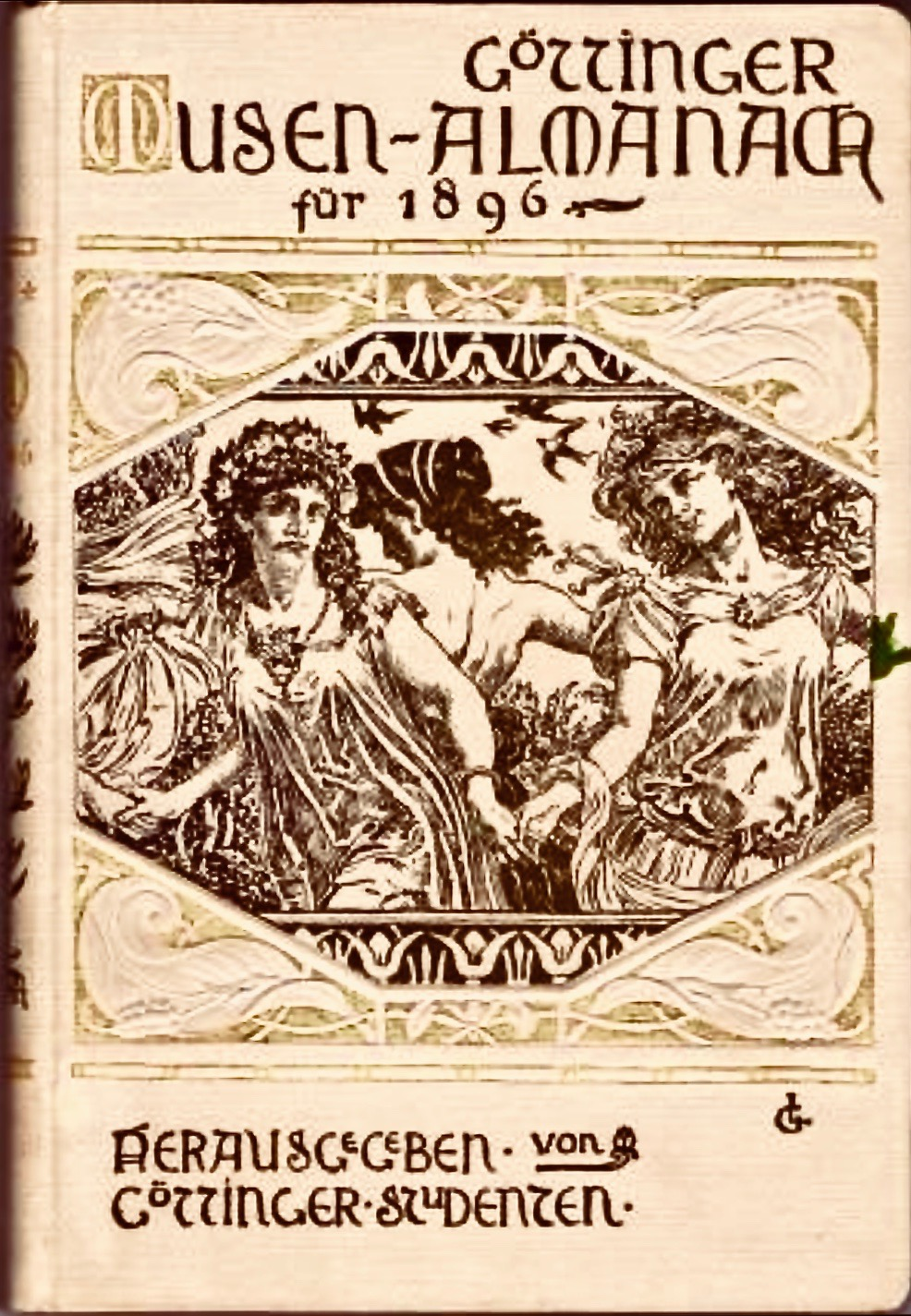
»Göttingen 1896«

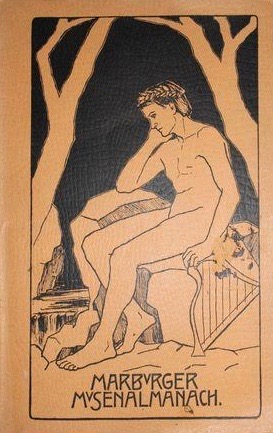
»Marburg 1901«

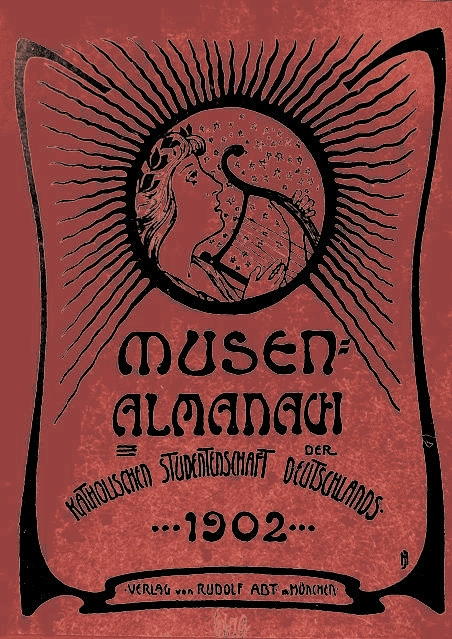
»München 1902«

Die Tradition der Musenalmanache wurde von der akademischen Jugend aufgenommen und fortgesetzt. Sie hat seit dem Ausgang des 18. Jahrhunderts, während des ganzen 19. Jahrhunderts und bis ins 20. Jahrhundert hinein – neben vereinzelten studentischen Gedichtsammlungen – eine Reihe studentischer Musenalmanache hervorgebracht, wenn auch selten als echte Periodika. Diese Veröffentlichungen minorer Dichtung erschienen in verschiedenen Universitätsstädten des deutschen Sprachgebiets. Sie gaben den jungen Autoren Gelegenheit, sich mit ihren „Etüden poetischer Nebenstunden“ einem breiteren Publikum vorzustellen. Ihre Werke, die „keinen Anspruch erheben […], etwas Vollendetes und Ausgereiftes zu bieten“ wurden in der Regel mit Wohlwollen betrachtet, da sie „durchgehends die Schutzmarke der Jugendlichkeit ihrer Verfasser an der Stirn“ trugen.
Die Gedichttexte sind als historische Dokumente sozial-ästhetischer Tradierung bemerkenswert, durch die poetologische Normen als sog. Abweichungsregularitäten von den eingeschliffenen Systemen des Trivialen beschreibbar werden und deren literatur-ästhetische Veränderungen in der Zeit – von der singulären Metapher zum massenhaften Klischee – sich belegen und empirisch-quantitativ analysieren lassen.

### Chronologie nachgewiesener Publikationen
- »Breslau 1842«

Studenten Musen-Almanach für das Jahr 1842. Enthaltend Gedichte von im Jahre 1841 in Breslau Studierender. Leopold Freund, Breslau 1842
- »Breslau 1843«

Musen-Almanach der Universität Breslau. Herausgegeben von Dr. Freytag. Leopold Freund, Breslau 1843
- »Göttingen 1896«

Göttinger Musenalmanach für 1896. Herausgegeben von Göttinger Studenten. Redaktion Carl von Arnswaldt. Dieterich’sche Verlagsbuchhandlung, Göttingen 1896
- »Berlin 1896«

Musen-Almanach Berliner Studenten. Herausgegeben von Gottlieb Fritz, Rudolf Kassner, Emil Schering. Schuster & Löffler, Berlin 1896
- »Leipzig 1897«

Musen-Almanach Leipziger Studenten 1897 Redaktion Carl Credner, Druck u. Verlag August Hoffmann, Leipzig-Reudnitz 1897
- »Göttingen 1898«

Göttinger Musenalmanach für 1898. Herausgegeben von Göttinger Studenten. Redaktion B. Frh. v. Münchhausen. Verlag Lüder Horstmann, Göttingen 1898
- »Göttingen 1899«

Göttinger Musen Almanach für 1900. Herausgegeben von Göttinger Studenten. Redaktion Levin Ludwig Schücking. Verlag Lüder Horstmann, Göttingen 1899
- »Wien 1900«

Musenalmanach der Hochschüler Wiens. Redaktion Erich v. Hornbostel. Verlag Georg Heinr. Mayer, Berlin und Leipzig 1900
- »Göttingen 1901«

Göttinger Musenalmanach für 1901. Herausgegeben von B. Frh. v. Münchhausen. Verlag Lüder Horstmann, Göttingen 1901
- »Marburg 1901«

Musenalmanach Marburger Studenten. Herausgegeben von Ernst Thesing und Wolfgang Lehmus. N.G. Elwert’sche Verlagsbuchhandlung, Marburg 1901
- »München 1901«

Musenalmanach der Hochschüler Münchens 1901. Herausgeber Hanns Holzschuher. Verlegt bei Herrmann Seemann Nachfolger, Leipzig (o.Jahr: 1902)
- »München 1902«

Musen-Almanach der katholischen Studentenschaft Deutschlands 1902. Redaktion Lorenz Krapp. Verlag Rudolf Abt, München (o.Jahr: 1902)
- »München 1903«

Musenalmanach Münchener Hochschüler 1903 (Zweiter Musenalmanach Münchner Hochschüler 1902–1903). Titelblatt von Willy Geiger. Herausgeber Hanns Holzschuher. Eduard Koch Verlagsbuchhandlung, München 1903
- »München 1904«

Musen-Almanach Deutscher Hochschüler 1904. Herausgeber von stud.arch. F.X. Schrönghamer, Allgemeine Verlags-Gesellschaft mbH, München 1904
- »Halle 1903«

Hallescher Musen-Almanach. Herausgegeben von Hugo Ernest Luedecke. Druck und Verlag von Kreibohm & Co., GmbH, Halle, Saale (o.Jahr: 1903)
- »Münster 1904«

Münsterscher Musenalmanach 1904. Herausgegeben von B. Schmitz. Verlag Alphonsus Buchhandlung (Albert Ostendorff), Münster (o.Jahr: 1904)
- »Münster 1905«

Münsterscher Musenalmanach 1905. Herausgegeben von B. Schmitz. Verlag Alphonsus Buchhandlung (Albert Ostendorff), Münster (o.Jahr: 1905)
- »Göttingen 1905«

Göttinger Musen-Almanach auf 1905. Herausgegeben von B. Frh. v. Münchhausen, Verlag von Lüder Horstmann, Göttingen (o.Jahr: 1905)
- »Hannover 1905«

Hannoverscher Musenalmanach für das Jahr 1905. Herausgegeben von Karl Oppermann und Carlos Gerdes. Verlag Otto Tobies, Hannover (o.Jahr: 1905)
- »Stuttgart 1905«

Dichterbuch Deutscher Studenten. Im Schillerjahr 1905. Herausgegeben von der Akademischen Freien Litterarischen Vereinigung zu Göttingen. Mit einem Nachwort von Dr. phil. W. Guertler. Zweite unveränderte Auflage. Strecker & Schröder, Stuttgart (o.Jahr: 1905)
- »Leipzig 1909«

Leipziger Anthologie. Gedichte ehemaliger Leipziger Studenten seit 1870. Festgabe zum 500-jährigen Jubiläum der Universität Leipzig. Herausgegeben von Gustav Werner Peters. Verlag Georg Merseburger, Leipzig 1909
- »Leipzig 1921«

Dichtungen Leipziger Studenten. Verlag Wilhelm Schunke, Roßberg’sche Buchhandlung, Leipzig 1921
- »Breslau 1927«

Musenalmanach Breslauer Studenten herausgegeben von Ludwig Böer. Verlag Hampel, Weißwasser 1927
- »Göttingen 1947«

Göttinger Musenalmanach 1947. Herausgegeben von Göttinger Studenten (mit einem Vorwort von Dr. Horst Ziegler). Verlag Göttinger Universitäts-Zeitung GmbH, Göttingen (o.Jahr: 1947)